# Шутновцы
Шутновцы (укр. Шутнівці) — село в Каменец-Подольском районе Хмельницкой области Украины.
Население по переписи 2001 года составляло 384 человека. Почтовый индекс — 32376. Телефонный код — 3849. Занимает площадь 0,686 км².

## Местный совет
32372, Хмельницкая обл., Каменец-Подольский р-н, с. Устье